# Teresa Kowalska

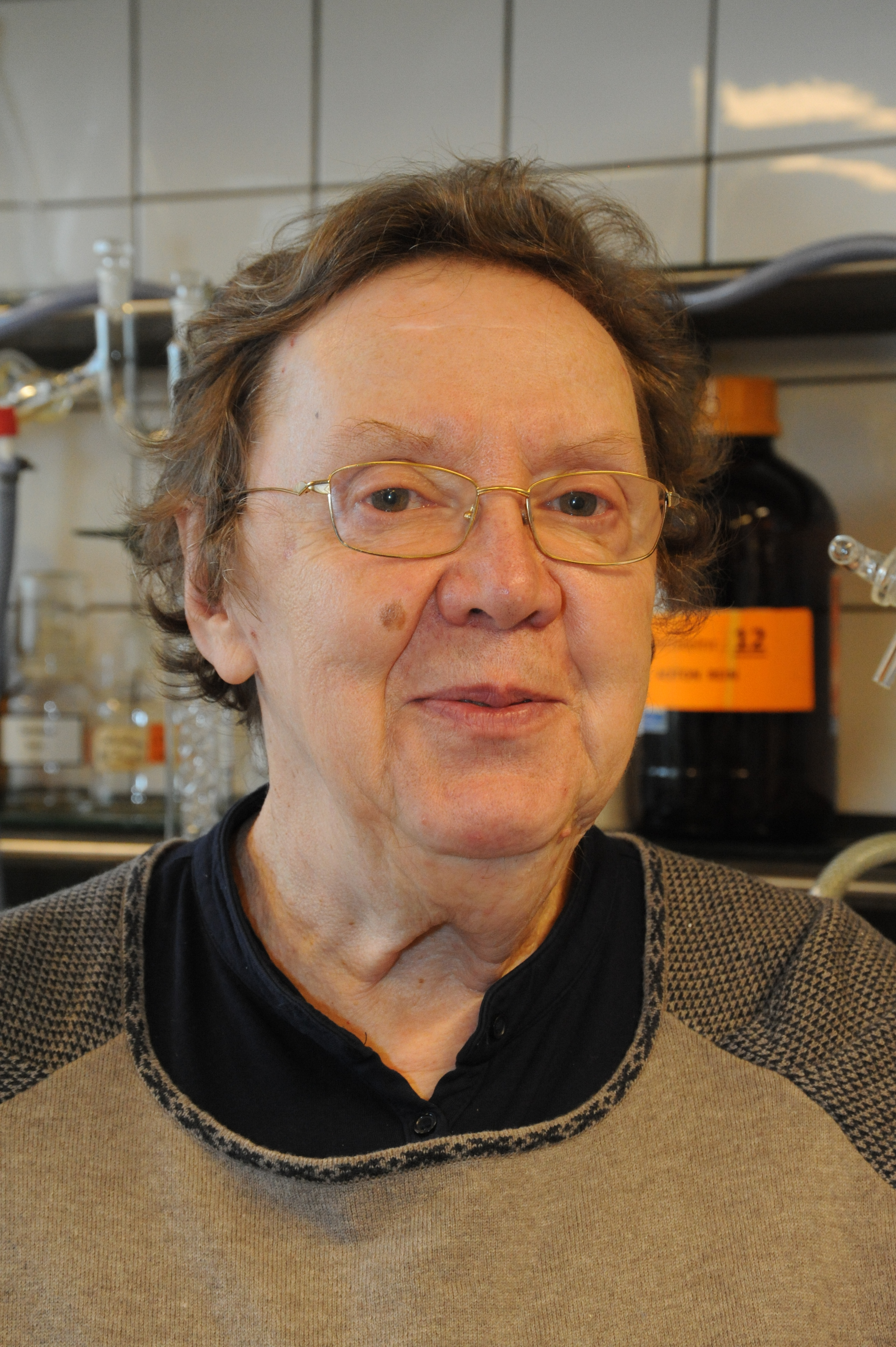
Teresa Kowalska (2017)

Teresa Kowalska (* 19. Juli 1946 in Gliwice; † 11. Februar 2023 in Katowice, Polen) war eine polnische Chemikerin sowie Professorin für Chemie an der Schlesischen Universität Katowice. Ihre wissenschaftlichen Arbeiten behandeln vor allem die Chromatographie.

## Werdegang
Kowalska studierte von 1963 bis 1968 Chemie an der Pädagogischen Hochschule in Katowice und nach 1968 an der dortigen Schlesischen Universität.
1972 wurde Teresa Kowalska dort promoviert. Im Zeitraum 1974–1975 forschte sie – gefördert durch ein Stipendium des British Councils an verschiedenen britischen Universitäten (Salford, Lancashire und East Anglia) – auf dem Gebiet der organischen Chemie. Anschließend kehrte sie zurück an die Schlesische Universität Katowice. Kowalska habilitierte sich 1988 an der Maria-Curie-Skłodowska-Universität in Lublin.
Von 1990 bis 1991 wirkte sie als Dozentin, danach bis 2000 als außerordentliche Professorin am Institut für Chemie der Schlesischen Universität. 1999 war sie Gastprofessorin an der Adam-Mickiewicz-Universität Posen.

## Forschung
Kowalska veröffentlichte mehr als 300 wissenschaftliche Arbeiten. Außerdem trat sie als Herausgeberin chromatographischer Zeitschriften (Acta Chromatographica) und Bücher hervor. Teresa Kowalska wirkte auch als Redaktionsmitglied vieler weiterer Fachzeitschriften.

## Literarische Übersetzungen
Ihr weiteres Interesse galt auch den Werken von Christian Morgenstern, Joachim Ringelnatz, Frank Wedekind und Han Suyin, die sie ins Polnische übersetzte.

## Wissenschaftlich Werke und Aufsätze
- Rola wiązania wodorowego w etapach inicjowania i rozwijania łańcucha reakcji autooksydacji układu alkohol oleinowy-alkohol alifatyczny, (Katowice 1979; Prace Naukowe Uniwersytetu Śląskiego w Katowicach; nr 315) [Dissertation].
- mehrere Kapitel im Handbook of Thin-Layer Chromatography, Hrsg. Joseph Sherma und Bernard Fried, CRC Press 2003, ISBN 978-0-8247-0895-5.
- Teresa Kowalska, Joseph Sherma (Hrsg.): Preparative layer chromatography. CRC/Taylor & Francis, Boca Raton, FL 2006, ISBN 978-0-8493-4039-0.
- mehrere Kapitel in der Encyclopedia of Chromatography, Hrsg. Jack Cazes, CRC Press 2009, ISBN 978-1-4200-8459-7.

## Übersetzungen in die polnische Sprache
- Han Suyin, Kalekie drzewo (Hong Kong Branch of the Royal Asiatic Society, Hong Kong, China oraz Instytut Wydawniczy „Świadectwo“, Bydgoszcz; miejsce wydania: Hong Kong 2002; ISBN 83-88632-06-X)
- Christian Morgenstern, Unter Zeiten / Jak to między czasami (Biblioteka Fundacji „Pallas Silesia“ przy Uniwersytecie Śląskim, Katowice 2002; ISBN 83-911767-4-6)
- Joachim Ringelnatz, Sehnsucht nach Berlin / Tęsknota za Berlinem (Biblioteka Fundacji „Pallas Silesia“ przy Uniwersytecie Śląskim, Katowice 2003; ISBN 83-914893-8-8)
- Han Suyin, Żniwo feniksa (Hong Kong Branch of the Royal Asiatic Society, Hong Kong, China oraz Instytut Wydawniczy „Świadectwo“, Bydgoszcz; Miejsce wydania: Hong Kong 2003; ISBN 83-88632-54-X)
- Frank Wedekind Trost / Pocieszenie (Biblioteka Fundacji „Pallas Silesia“ przy Uniwersytecie Śląskim, Katowice 2004; ISBN 83-920823-1-1)

## Bibliografie
- Pasje. Literatura to też chemia – Przyjemna zabawa z własnym mózgiem. Z prof. Teresą Kowalską rozmawiała Edyta Różańska, „Gazeta Wyborcza“ ( -„Katowicka“), 31. Mai 2002;
- Jarosław Mikołajewski: Jak to między czasami, Morgenstern, Christian. In: Gazeta Wyborcza. 21. Juli 2002, abgerufen am 25. Februar 2017.